# 15 Canis Majoris
15 Canis Majoris (15 CMa / EY Canis Majoris) es una estrella en la constelación del Can Mayor de magnitud aparente +4,81.
De acuerdo a la nueva reducción de los datos de paralaje de Hipparcos, se encuentra aproximadamente a 1217 años luz de distancia del sistema solar.

## Características
15 Canis Majoris es un supergigante blanco-azulada de tipo espectral B1Ib, en donde la «b» indica que, dentro de las supergigantes, es de las menos luminosas. 
No obstante, brilla con una luminosidad bolométrica —en todas las longitudes de onda— 7900 veces mayor que la luminosidad solar.
Las diversas estimaciones de su temperatura efectiva van desde 24.000 a 27.710 K.
Con un radio 6,8 veces más grande que el del Sol, gira sobre sí misma con una velocidad de rotación proyectada entre 20 y 34 km/s, siendo considerada un «rotor lento».
15 Canis Majoris presenta una metalicidad inferior a la solar ([Fe/H] = -0,47) y es una estrella enriquecida en nitrógeno. Tiene una masa próxima a las 9 masas solares y una edad de 23,6 millones de años.

## Variabilidad
15 Canis Majoris es una variable del tipo Beta Cephei, recibiendo la denominación, en cuanto a variable, de EY Canis Majoris.
Estas variables, entre las que se cuentan Murzim (β Canis Majoris) y ξ1 Canis Majoris —ambas también en Can Mayor—, experimentan pulsaciones en su superficie que se traducen en variaciones de brillo.
Así, el brillo de 15 Canis Majoris varía 0,05 magnitudes en un período de 4,43 horas.